# Estação Bessarion
Bessarion é uma estação do metrô de Toronto, localizada na linha Sheppard. Localiza-se no cruzamento da Sheppard Avenue com a Bessarion Drive/Burbank Drive. Bessarion não possui um terminal de ônibus integrado, e passageiros da 85 Sheppard East, a única linha de ônibus do Toronto Transit Commission que conecta-se a estação, precisam de um transfer para poderem transferirem-se do ônibus para o metrô e vice-versa. O nome da estação provém da Bessarion Drive, uma pequena rua local onde a entrada da estação se localiza. É a segunda estação menos movimentada do metrô de Toronto.